# Radimovice (Petříkov)
Radimovice je vesnice v okrese Praha-východ, je součástí obce Petříkov. Nachází se asi 1,1 km na sever od Petříkova. Je zde evidováno 23 adres.
Vesnice leží v katastrálním území Radimovice u Velkých Popovic.